# 이로리

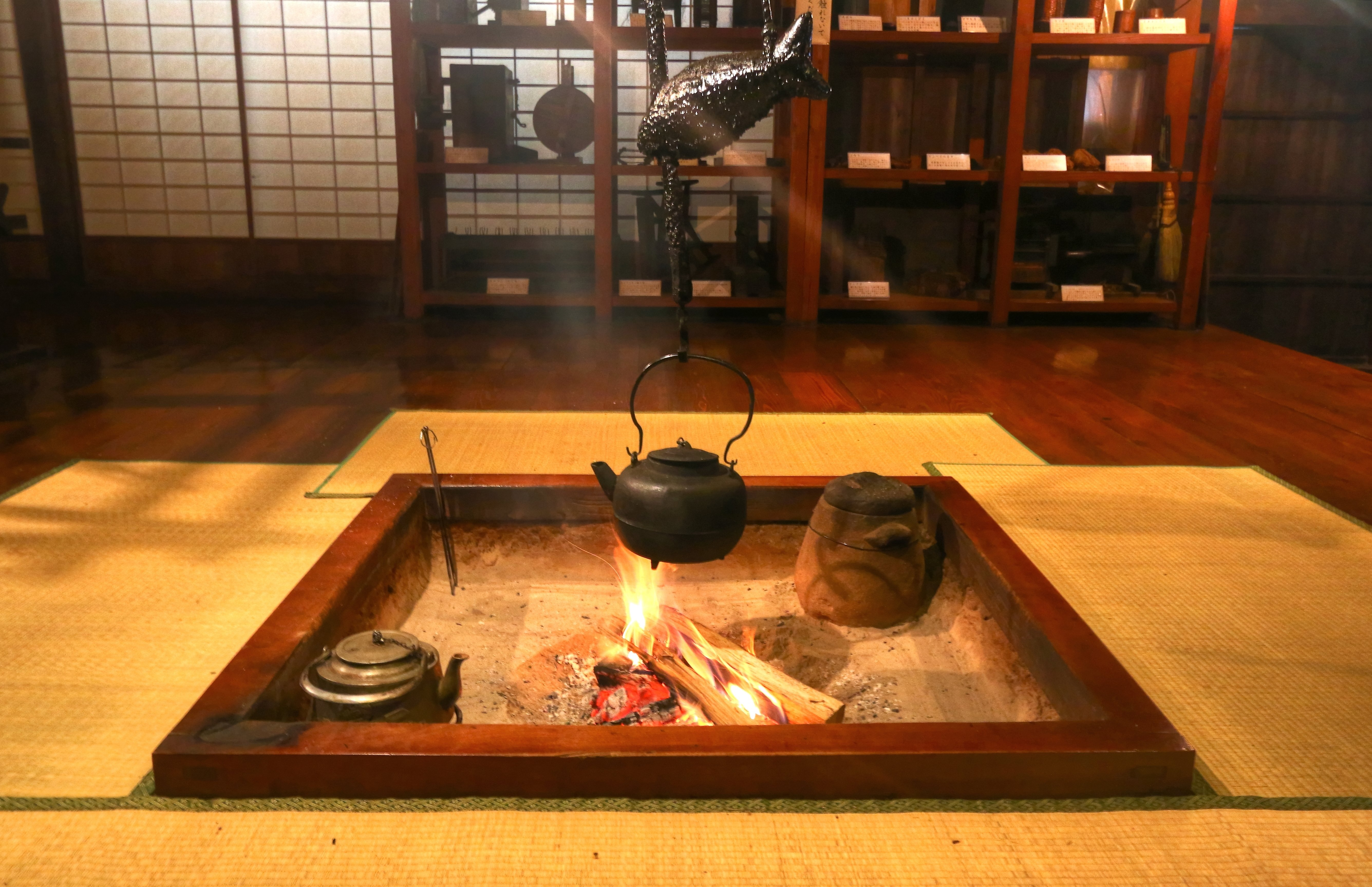
이로리

이로리(일본어: 囲炉裏, 영어: Irori)는 일본의 전통적인 불구덩이식 가옥 난방시스템이다. 농가 등에서 방바닥의 일부를 네모나게 잘라 내고, 그곳에 재를 깔아 취사용, 난방용으로 불을 피워 놓는다.

## 같이 보기
- 바닥밑 난방(en:Underfloor heating)
- 대류 난방기(en:Convection heater)
- 라디에이터
- 보일러
- 코타츠
- 난로
  - 벽난로
  - 석유난로
  - 전기난로
- 온돌
- 강
- 화로
- 하이포코스트
- 전기장판
- 중앙 난방